# 紅磡海濱長堤

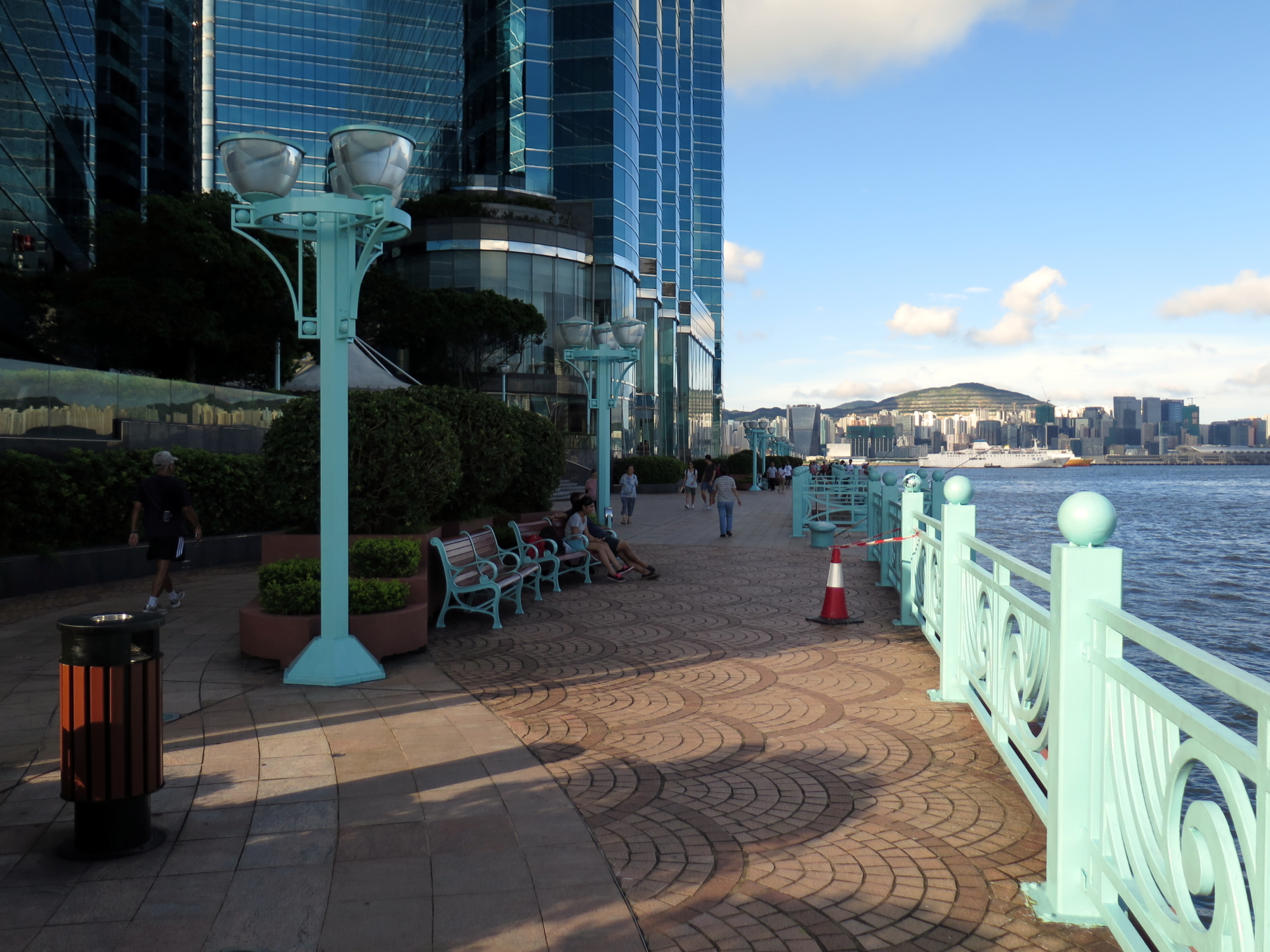
供遊人奕棋的涼亭

紅磡海濱長堤（英語：Hung Hum Harbourfront Promenade）是香港的一個海濱公園，位於九龍紅磡灣海旁，可看到維多利亞港海景。海濱長堤由長江實業興建及管理，於1996年落成，沿紅磡碼頭、海濱廣場、九龍海逸君綽酒店及海名軒海旁興建，連接紅磡海濱花園及大環山公園海濱長廊。
2011年9月，紅磡海濱花園及尖沙咀海濱花園延伸部份啟用後，市民可由尖沙咀天星碼頭，經尖沙咀海濱花園、紅磡繞道行人通道、尖沙咀海濱花園延伸部份、紅磡海濱花園、紅磡海濱長堤及大環山公園海濱長廊，步行往紅磡海逸豪園。